# Jean-Philippe Baratier
Jean-Philippe Baratier (Schwabach, (Principado de Ansbach), 19 de janeiro de 1721 – Halle, (Saxônia-Anhalt), 5 de outubro de 1740) foi uma criança prodígio de origem francesa. Comparado por Voltaire a Giovanni Pico della Mirandola, morreu antes que pudesse dar uma medida completa de seus muitos talentos.

## Biografia
A educação inicial de Baratier foi conduzida com muita atenção por seu pai, François Baratier, ministro huguenote da Igreja Francesa de Schwabach. Aos três anos de idade, já sabia escrever. Aos quatro, falava latim com o pai, francês com a mãe e alemão com os criados. Aos sete anos, dominava o grego e o hebraico. Aos nove anos, escreveu um dicionário hebraico e um dicionário grego das palavras mais difíceis do Antigo e do Novo Testamento, de 300 a 400 páginas cada, com reflexões críticas que já anunciavam uma notável maturidade de espírito. Ao mesmo tempo, terminou de transcrever a Biblia Hebraica de Heinrich Opitz para o hebraico, que depois traduziu para o latim, e contribuiu com várias dissertações para a Bibliothèque germanique, que chamaram a atenção dos estudiosos alemães.
Em 1732, aos 11 anos de idade, realizou a tradução para o francês de um texto hebraico do século XII, Itinerarium de Benjamim de Tudela, com notas e dissertações que surpreenderam os comentaristas com a abundância de leituras e a força da lógica que eles supunham não existir em um autor tão jovem. Este trabalho também despertou a admiração de Voltaire:
| “ | "Esta última tradução é de uma criança de onze anos, chamada Baratier, de origem francesa, nascida no Principado de Ansbach. Ele era um prodígio da ciência e até da razão; como nunca vimos desde o príncipe Pico della Mirandola. Ele sabia grego e hebraico perfeitamente desde os nove anos de idade; e o mais surpreendente é que, na idade dele, ele já tinha julgamento suficiente para não ser o admirador cego do autor que estava traduzindo: fazia uma crítica criteriosa a respeito; é mais bonito do que saber hebraico.". | ” |

Ele então escreveu um trabalho teológico em latim e se envolveu em controvérsia com os autores do Dictionnaire de Trévoux sobre um ponto de crítica. Então, tendo descoberto uma paixão pela matemática, construiu os instrumentos necessários a partir de papelão e descobriu por si mesmo os métodos de cálculo que, por falta de livros, não podia aprender com os estudiosos que o precederam. Enviou resumos de astronomia para as academias da Prússia e da Inglaterra e foi admitido na de Berlim. Escreveu, em 1735, várias dissertações sobre antiguidades eclesiásticas, uma das quais relacionada à cronologia antiga dos papas, lançada em 1740. Em 1738, dirigiu à Academia de Ciências de Paris um projeto de estudo sobre um método para calcular a longitude no mar e propôs para esse fim uma bússola de sua invenção. Começou a lidar com a interpretação dos hieróglifos egípcios quando morreu de uma doença desconhecida aos 19 anos.

## Educação de uma criança prodígio
O pai de Jean-Philippe Baratier, François Baratier, era o pastor huguenote da igreja francesa em Schwabach. No prefácio que escreveu para o Itinerarium de Benjamim de Tudela, ele declara ser o único responsável pela educação de seu filho. O pastor quase pede desculpas por não apresentar "apenas o fruto precoce de uma criança estudiosa" ao evocar "um aprendizado e uma leitura que parecerão tão incomuns para crianças dessa idade, que muitos serão tentados a acreditar que empresta muito a isso." Ele faz pouco do restante dessa erudição "que muitos estudiosos aplaudem até a velhice", mas que, segundo ele, deveria servir apenas para "estabelecer uma boa base para estudos mais importantes". Porque "se ele quer muito aprender vários tipos de línguas, não é para se limitar a conhecê-las, mas para poder se beneficiar de seus livros e atrair sua erudição às fontes."
É, escreve o pastor, "pelo uso" que seu filho aprendeu latim, francês e alemão, enquanto que é "por arte e com método" que ele aprendeu "as línguas grega e hebraica, caldeu, siríaco e rabínico." Quando o latim se tornou "tão e mais familiar a ele do que sua língua materna", aos quatro anos e meio de idade, ele praticou o grego lendo os livros históricos do Antigo e do Novo Testamentos, então, no final de seu sexto ano, para o hebraico lendo o Gênesis. Então abordou os livros mais difíceis da Bíblia, repassando cada palavra várias vezes, "para que ele não apenas pudesse traduzir esses livros para o latim ou francês, mas também do latim para torná-los para o hebraico oralmente" e "que em seu nono ano ele já não podia ler fluentemente sem deixar anotações, mas também escrever e compor nessa língua em prosa e verso."
Todas as suas outras leituras, diz o pastor novamente, "são apenas leituras furtivas que ele fez sem meu conhecimento e, na minha ausência, ou leituras particulares, que eu lhe permiti algumas horas depois de ele ter feito suas leituras sobre a Bíblia". Foi assim que ele aprendeu siríaco sozinho e mergulhou no estudo da literatura rabínica. "Eu não o fiz estudar gramática, acrescenta o pastor, nem ler nenhum autor clássico nem o obriguei a escrever em nenhum idioma nenhum desses exercícios escolásticos chamados temas". No máximo, ele consultou de tempos em tempos um dicionário, que ele apressava-se a anotar, e se ele recorreu a livros de gramática, foi "somente depois que esses idiomas se tornaram suficientemente familiares para ele para sentir a analogia disso e ser capaz de formar tudo sozinho os tempos gramaticais, sem precisar de regras ou formar ele mesmo as regras principais." Finalmente, quando ele entrou no décimo segundo ano, "no que diz respeito ao árabe, faz pouco tempo que ele o iniciou e ele leu apenas alguns capítulos do Alcorão, que ele ouviu bastante."